# Benedikt Schack
Benedikt Emanuel Schack, auch Benedikt Emanuel Schak geschrieben, (* 7. Februar 1758 in Mirotice, Böhmen; † 10. Dezember 1826 in München) war ein österreichischer Opernsänger (Tenor) und Komponist.

## Leben
Schack war 1773 Choralist an der Veitskirche in Prag. Er studierte 1775/? in Wien Medizin und Philosophie und nahm Kompositions- und Gesangsunterricht bei Karl Frieberth. 1780 wurde Schack Kapellmeister des Prinzen Heinrich von Schönaich-Carolath in Liegnitz / Niederschlesien. Nach Auflösung der Kapelle (1784) zog er als Musikalienhändler durchs Land. Im Mai 1786 wurde er in Salzburg vom Theaterdirektor Emanuel Schikaneder engagiert, in dessen Ensemble er nach Augsburg und Regensburg ging. Als Schikaneder im Mai 1789 seinen Vertrag in Regensburg kündigte, begleitete ihn Schack nach Wien. Im dortigen Theater auf der Wieden sang er am 30. September 1791 in der Uraufführung von Mozarts Zauberflöte die Rolle des Tamino. Auch gehörte er zu den Sängern, mit denen Mozart noch am Vortag seines Todes Teile aus seinem Requiem probte. Entgegen einem weitverbreiteten Missverständnis war Schack nicht Flötist und spielte in der Rolle des Tamino auch nicht selbst die Flöte. Er vertonte mehrere Libretti von Schikaneder.

## Werke
- Die beiden Antone (Die dummen Gärtner, 1789)
- Der Stein der Weisen oder Die Zauberinsel, zusammen mit Johann Baptist Henneberg, Franz Xaver Gerl, Emanuel Schikaneder und Wolfgang Amadeus Mozart, Uraufführung am 11. September 1790 im Freihaustheater
- Der wohltätige Derwisch, zusammen mit Johann Baptist Henneberg und Franz Xaver Gerl, Libretto von Emanuel Schikaneder, Uraufführung März 1791 im Freihaustheater
- Die Wiener Zeitung (1791)
- Die Antwort auf die Frage (1792)